# Демокрит (лунный кратер)
Кратер Демокрит (лат. Democritus) — крупный ударный кратер в северной приполярной области видимой стороны Луны. Название присвоено в честь древнегреческого философа Демокрита (460 — 370 до н. э.) и утверждено Международным астрономическим союзом в 1935 г. Образование кратера относится к позднеимбрийскому периоду.

## Описание кратера
Ближайшими соседями кратера являются кратер Кейн на западе; кратер Муаньо на северо-западе; кратер Арнольд на севере; кратер Швабе на северо-востоке; кратер Фалес на востоке и кратер Гертнер на юге. На юге от кратера находится Море Холода. Селенографические координаты центра кратера 62°19′ с. ш. 34°59′ в. д. / 62,31° с. ш. 34,99° в. д., диаметр 37,8 км, глубина 4,3 км.
Кратер имеет полигональную форму, практически не затронут разрушением. Вал кратера с острой кромкой и террасовидной структурой внутреннего склона. Высота вала над окружающей местностью достигает 1020 м, объем кратера составляет приблизительно 1100 км³. Дно чаши кратера сравнительно ровное, имеется небольшой яркий центральный пик.

## Сателлитные кратеры
| Демокрит | Координаты                                            | Диаметр, км |
| -------- | ----------------------------------------------------- | ----------- |
| A        | 61°37′ с. ш. 32°28′ в. д. / 61,61° с. ш. 32,47° в. д. | 9,9         |
| B        | 60°05′ с. ш. 28°38′ в. д. / 60,08° с. ш. 28,63° в. д. | 11,7        |
| D        | 62°57′ с. ш. 32°14′ в. д. / 62,95° с. ш. 32,23° в. д. | 7,4         |
| K        | 63°09′ с. ш. 40°49′ в. д. / 63,15° с. ш. 40,81° в. д. | 7,0         |
| L        | 63°25′ с. ш. 39°39′ в. д. / 63,42° с. ш. 39,65° в. д. | 17,4        |
| M        | 63°37′ с. ш. 37°07′ в. д. / 63,61° с. ш. 37,12° в. д. | 5,7         |
| N        | 63°44′ с. ш. 34°24′ в. д. / 63,73° с. ш. 34,4° в. д.  | 15,4        |